# Andy Pilgrim
Andrew Pilgrim (Nottingham, 18 augustus 1956) is een Brits autocoureur die in 1998 de Amerikaanse nationaliteit aannam. In 2004 won hij de 24 uur van Daytona en in 2005 werd hij kampioen in de GT-klasse van de SPEED World Challenge.

## Carrière
Pilgrim begon zijn racecarrière in de motorsport in 1978, rond dezelfde tijd dat hij een fulltime baan kreeg als softwareontwikkelaar. Tot 1980 nam hij deel aan motorsportraces. In deze tijd werd hij tweede in twee nationale kampioenschappen, de Avon/Bike Magazine Series en de Kawasaki 400 Series, en won hij diverse clubkampioenschappen.
Pilgrim verhuisde eind 1980 naar de Verenigde Staten toen hij hier een baan kreeg. Hier pikte hij zijn racecarrière weer op, ditmaal in de autosport. Hij nam deel aan autocrossraces die werden georganiseerd door de Sports Car Club of America in een door hem gekochte Renault Alliance. In 1986 werd hij professioneel autocoureur en kwam hij uit in het Firebird-kampioenschap. Eind jaren '80 en begin jaren '90 kwam hij uit in de Corvette Challenge.
Tussen 1996 en 2003 nam Pilgrim zes keer deel aan de 24 uur van Le Mans. In 1996 reed hij voor New Hardware Racing en in 1997 voor Roock Racing, terwijl hij tussen 2000 en 2003 in de GTS-klasse uitkwam voor het fabrieksteam van Corvette. Drie jaar lang reed hij met Franck Fréon en Kelly Collins, waarin hij achtereenvolgens eenmaal derde en tweemaal tweede werd in zijn klasse. In 2003 reed hij met Collins en Oliver Gavin en werd hij opnieuw tweede. Daarnaast nam hij in 2001 deel aan de 24 uur van Daytona als teamgenoot van Collins, Dale Earnhardt jr. en Dale Earnhardt sr., en werd hij ook tweede in zijn klasse. Na deze race beloofde Earnhardt sr. om Pilgrim ooit in zijn NASCAR-team te laten rijden; vanwege zijn dood enkele weken later kon hij deze belofte niet waarmaken. Pilgrim is de laatste persoon die met Earnhardt praatte voor diens overlijden.
In 2004 won Pilgrim de 24 uur van Daytona voor het team Bell Motorsports, een zege die hij deelde met Christian Fittipaldi, Terry Borcheller en Forest Barber. Tussen 2004 en 2008 reed hij voor Cadillac in de SPEED World Challenge, waarin hij in 2005 kampioen werd. In 2007 maakte hij ook zijn NASCAR-debuut in de NASCAR Busch Series voor het team JR Motorsports bij de races op het Circuit Gilles Villeneuve en op Watkins Glen International. In 2009 stapte hij binnen de SPEED World Challenge over naar K-Pax Racing, waar hij twee jaar actief was voordat hij terugkeerde naar Cadillac, waar hij van 2011 tot 2014 reed. Ook in 2011 debuteerde hij in de NASCAR Sprint Cup Series bij het team Whitney Motorsports in de race op de Sonoma Raceway.
In 2015 verliet Pilgrim de SPEED World Challenge, dat al enkele jaren was omgedoopt tot Pirelli World Challenge, om zich te richten op de langeafstandsracerij. In 2016 kwam hij uit in de vier langeafstandsraces in de GTD-klasse van het IMSA SportsCar Championship bij het team Black Swan Racing. Hij werd onder meer tweede in de 24 uur van Daytona, samen met Tim Pappas, Nick Catsburg en Patrick Long. In 2018 keerde hij voor terug in de Pirelli World Challenge bij het team Blackdog Speed Shop. In 2022 keerde hij nogmaals terug in dit kampioenschap, inmiddels de GT World Challenge America geheten, bij SKI Autosports en won hij een race op Road America.